# Бойко, Сергей Николаевич (Герой Российской Федерации)
Сергей Николаевич Бойко (26 февраля 1987, ст. Гривенская, Краснодарский край, РСФСР, СССР) — российский военнослужащий, подполковник. Заместитель командира 200-й отдельной мотострелковой бригады 14-го армейского корпуса береговых войск Северного флота. Участник российского вторжения в Украину с 2022 года. Герой Российской Федерации (2022).

## Биография
Родился 26 февраля 1987 года в станице Гривенская Краснодарского края.
Учился в средней общеобразовательной школе своего края, которую окончил в 2004 году. С того же года в Вооружённых силах Российской Федерации, являлся курсантом Московского высшего военного командного училища, которое окончил с отличием в 2009 году.
С 2022 года принимал участие во вторжении России на Украину. 21 июля 2022 года был подписан «закрытый» указ президента Российской Федерации о присвоении звания Героя Российской Федерации Сергею Бойко, а сама награда была вручена Сергеем Шойгу 10 августа 2022 года в Национальном центре управления обороной Российской Федерации.

## Звания и награды
- Герой Российской Федерации (Указом Президента Российской Федерации «закрытым» от 21 июля 2022 года за мужество и героизм, проявленные при исполнении воинского долга, подполковнику Бойко Сергею Николаевичу присвоено звание Героя Российской Федерации с вручением знака особого отличия — медали «Золотая звезда»).
- Медаль «За отвагу» (2022).
- Орден Мужества (два); (2015), (2016).
- Медаль Жукова (2022).